# Giovanni Vincenzo Gravina
Giovanni Vincenzo Gravina (20. januar 1664 i Roggiano ved Cosenza i Calabrien – 6. januar 1718) var en italiensk forfatter, jurist og medstifter af Accademia dell'Arcadia. 
Gravina kom fra en velanskrevet famile, og han fik under tilsyn af sin morbror, Gregorio Caloprese (1654-1715), der var en anerkendt digter og filosof, en omfattende uddannelse, inden han drog til Napoli for at studere jura og kanonisk ret. I 1689 kom han til Rom, hvor han året efter kom med i den digterkreds, der var opstået omkring den abdicerede svenske dronning Christina i 1654. I denne kreds blev det litterære selskab Accademia dell'Arcadia grundlagt i 1690 til minde om eksdronning Christina, der var død i 1689. 
Snart skilte to modstridende tendenser sig ud inden for akademiet: den ene centreret omkring Gravina, der havde Dante og Homer som forbilleder og den anden omkring Crescimbeni, der havde Petrarca som forbillede. Det resulterede i en åbenlys strid, der endte med Gravinas udtræden af akademiet. Han dannede efterfølgende et nyt selskab Accademia dei Quinti i 1711.
Gravina opdagede digteren og librettisten Pietro Metastasio, som han adopterede og hvis uddannelse, han sørgede for. Metastasio blev senere selv et fremtrædende medlem af Accademia dell'Arcadia.